# NGC 1605
NGC 1605 est un amas ouvert situé dans la constellation de Persée. Il a été découvert par l'astronome germano-britannique William Herschel en 1786.
NGC 1605 est situé à environ 2 559 pc (∼8 350 al) du système solaire et les dernières estimations donnent un âge de 41 millions d'années. Le diamètre apparent de l'amas est de 5,0 minutes d'arc, ce qui, compte tenu de la distance, donne un diamètre réel d'environ 12 années-lumière.
Selon la classification des amas ouverts de Robert Trumpler, cet amas renferme entre 50 et 100 étoiles (lettre m) dont la concentration est moyennement faible (III) et dont les magnitudes se répartissent sur un petit intervalle (le chiffre 1).

## La fusion de deux amas ouverts
En utilisant les données du satellite Gaia ainsi que des images infrarouges du télescope spatial WISE, Denilso Camargo, un astronome brésilien, a découvert que NGC 1605 est en réalité deux amas ouverts qui ont fusionné. 
Dans un article publié en septembre 2021, Camargo désigne ces amas comme étant NGC 1605a et NGC 1605b. Selon Camargo, les âges de NGC 1605a et de NGC 1605b seraient respectivement de deux milliards et de 600 millions d'années, des âges qui diffèrent totalement de celui indiqué sur le site WEBDA.
C'est le premier vieil amas binaire découvert dans notre galaxie. Les rencontres entre deux étoiles sont rares et entre deux amas encore plus rares. On connait quelques amas ouvert binaire dans la Voie lactée et il y en a un peu plus dans les Nuages de Magellan, mais NGC 1605a et b ne ressemblent à rien de ce que nous ayons vu à ce jour. La plupart des amas binaires sont jeunes et ils se sont probablement formés ensemble dans un même nuage pour ensuite se séparer. Avec des âges si différents, ce n'est vraiment pas le cas des deux amas de NGC 1605. Il s'agit donc ici d'une fusion entre deux amas ouverts.